# Leòfron
Leòfron (grec antic: Λεόφρων, llatí: Leophron), fill d'Anaxilau, fou un tirà de Règion.
Segons Dionís d'Halicarnàs va succeir al seu pare com a tirà. Probablement era el fill gran dels dos fills d'Anaxilau, però encara era menor quan el pare va morir, car va exercir la regència en nom seu Mícit fins que Leòfron va arribar al poder amb el suport de Hieró I de Siracusa, que va destituir Mícit. Dionís no esmenta els noms de cap dels fills d'Anaxilau, però diu que van regnar sis anys del 467 aC al 461 aC, fins que els va enderrocar una revolta popular que va esclatar a Règion i Zancle el 461 aC.
Altres autors, com Justí i Ateneu de Nàucratis, parlen de Leòfron conduint la guerra contra la veïna ciutat de Locres i mostrant la seva magnificència en els Jocs Olímpics davant de la multitud reunida. La seva victòria en els jocs va ser celebrada per Simònides de Ceos.